# 横田忠夫
横田 忠夫（よこた ただお、1900年（明治33年）5月15日 - 1940年（昭和15年）10月3日）は、日本の社会運動家。

## 経歴
山形市出身。少年期に母の実家の盛岡市に移る。岩手県立盛岡中学校（現・岩手県立盛岡第一高等学校）に入るが、ストライキを指導したとして退学処分となる。のち、石川金次郎の「牧民会」に入るが、退会する。その後「下層民社」を設立する。1927年（昭和2年）、労働農民党の岩手県支部の結成に参画する。弾圧により同党が解散させられると、岩手無産党を組織し、書記長となり、県内各地の争議を指導した。1933年（昭和8年）、盛岡市議に当選する。1940年（昭和15年）、検挙され、盛岡市内の警察で剃刀で首を切って自殺した。

## 親族
- 父、横田豊蔵 - 米内村会議員[4]
- 弟、横田義重 - 盛岡市会議員
- 妻、横田チエ - 盛岡市議会議員、岩手県議会議員（日本社会党、岩手県では初の女性地方議員）[5]
- 息子、横田綾二 - 岩手県議会議員（日本共産党）
- 孫、高橋比奈子 - 綾二の娘、盛岡市議会議員、岩手県議会議員、自由民主党衆議院議員
- 曾孫、高橋康介 - 比奈子の息子、岩手県議会議員（自由民主党）